# 이리나 즈베레바
이리나 블라디미로브나 즈베레바(러시아어: Ири́на Влади́мировна Зве́рева, 1967년 4월 11일~)는 러시아의 테니스 선수, 지도자이다. 결혼 전 이름은 이리나 블라디미로브나 파테예바(러시아어: Ири́на Влади́мировна Фате́ева)였으며 선수 시절 소련과 독립국가연합을 대표했다.
러시아의 테니스 선수, 지도자 알렉산드르 즈베레프의 아내이며 독일의 프로 테니스 선수 미샤 츠베레프와 알렉산더 츠베레프의 어머니이다.

## 선수 경력
소련 정부가 자국 테니스 선수들의 국제 테니스 대회 참가를 제한해 그녀는 주로 소련 테니스 선수권 대회에 출전했다. 또한 소련 정부는 그녀와 그녀의 남편 알렉산드르 즈베레프가 동시에 소련을 출국하는 것을 허락하지 않았다. 이리나는 1990년 모스크바 여자 오픈에서 소련의 옐레나 포고렐로바와 함께 복식 부문에 출전했고 1회전에서 체코슬로바키아의 데니사 크라이초비초바와 알리체 노하초바 조에게 패배했다. 그녀는 소련 여자 테니스 선수 랭킹 4위에 도달했었고 한손 백핸드 자세로 명성을 얻었다.
1991년 남편과 함께 러시아에서 독일로 이주한 후 그녀는 독립국가연합의 선수 자격으로 ITF 여자 월드 테니스 투어에 참가했다. 그녀는 월드 테니스 투어에서 단식 결승에 5번 진출했고 1993년 8월 독일의 안야 프랑켄을 꺾고 여자 단식 우승을 달성했다. 이리나는 1994년 마지막으로 진출한 여자 월드 테니스 투어 단식 결승전에서 소련에서 그리스로 귀화한 줄리아 아포스톨리에게 패배했다.

## 개인사
이리나는 소련의 전직 테니스 선수였던 알렉산드르 즈베레프와 결혼했고 1991년 남편과 함께 러시아에서 독일로 이주했다. 그녀는 이후 독일 시민권을 취득했고 독일에서 테니스 지도자로 활동하고 있다. 즈베레프 부부에게는 미샤 츠베레프, 알렉산더 츠베레프 두 아들들이 있고 두 아들들 모두 프로 테니스 선수로 활동하고 있다.